# Garzón (kommun)
Garzón är en kommun i Colombia.   Den ligger i departementet Huila, i den centrala delen av landet, 300 km sydväst om huvudstaden Bogotá. Antalet invånare är 69 823. Arean är 580 kvadratkilometer.
Terrängen i Garzón är bergig österut, men västerut är den kuperad.